# Chulum Cárdenas
Chulum Cárdenas är en ort i Mexiko.   Den ligger i kommunen Tila och delstaten Chiapas, i den sydöstra delen av landet, 700 km öster om huvudstaden Mexico City. Chulum Cárdenas ligger 1 156 meter över havet och antalet invånare är 1 126.
Terrängen runt Chulum Cárdenas är bergig österut, men västerut är den kuperad. Runt Chulum Cárdenas är det ganska tätbefolkat, med 111 invånare per kvadratkilometer. Närmaste större samhälle är Tila, 18,1 km sydost om Chulum Cárdenas. I omgivningarna runt Chulum Cárdenas växer i huvudsak städsegrön lövskog.